# Иванашвили, Отар Михайлович
Отар Михайлович Иванашвили — советский хозяйственный, государственный и политический деятель.

## Биография
Родился в 1925 году в Тифлисе. Член КПСС с 1951 года.
С 1949 года — на хозяйственной, общественной и политической работе. В 1949—1987 гг. — инженер-конструктор Государственного специального конструкторского бюро Министерства сельского машиностроения СССР, инструктор, заведующий отделом Октябрьского райкома партии г. Тбилиси, главный инженер Тбилисского машиностроительного завода им. С. Орджоникидзе, инструктор отдела ЦК КП Грузии, заведующий отделом Тбилисского горкома партии, первый секретарь Первомайского райкома партии г. Тбилиси, заведующий отделом легкой и пищевой промышленности ЦК КП Грузии.
Избирался депутатом Верховного Совета Грузинской ССР 9-11-го созывов.
Жил в Грузии.